# Leichtathletik-Weltmeisterschaften 1983/100 m Hürden der Frauen

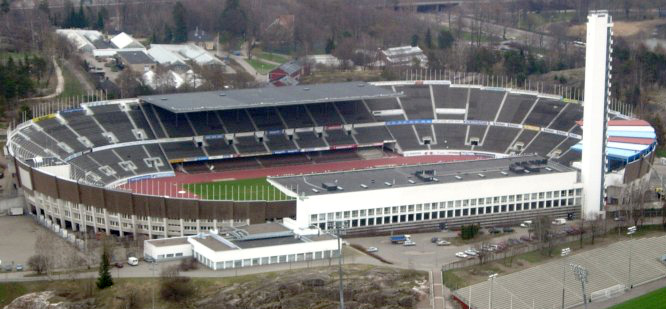
Das Olympiastadion in Helsinki

Der 100-Meter-Hürdenlauf der Frauen bei den Leichtathletik-Weltmeisterschaften 1983 fand am 12. und 13. August 1983 in Helsinki, Finnland, statt.
35 Athletinnen aus 23 Ländern nahmen an dem Wettbewerb teil. Die Läuferinnen aus der DDR erliefen einen Doppelsieg. Die Goldmedaille gewann Bettine Jahn nach 12,35 s, Silber ging an die EM-Dritte von 1982 Kerstin Knabe mit 12,42 s, und die Bronzemedaille sicherte sich die Bulgarin Ginka Sagortschewa mit 12,62 s. Der Rückenwind im Finale war mit 2,4 m/s zu stark für Rekordanerkennungen oder Aufnahme der Zeiten in Bestenlisten.

## Rekorde
Vor dem Wettbewerb galten folgende Rekorde:
| Weltrekord               | Grażyna Rabsztyn                                                            | 12,36 s                                                                     | Warschau, Polen                                                             | 12. Juni 1980                                                               |
| Weltmeisterschaftsrekord | Es gab noch keine WM-Rekorde, die Veranstaltung wurde erstmals ausgetragen. | Es gab noch keine WM-Rekorde, die Veranstaltung wurde erstmals ausgetragen. | Es gab noch keine WM-Rekorde, die Veranstaltung wurde erstmals ausgetragen. | Es gab noch keine WM-Rekorde, die Veranstaltung wurde erstmals ausgetragen. |

Der WM-Rekord wurde nach und nach auf zuletzt 12,75 s gesteigert:
- Bettine Jahn (DDR), drittes Viertelfinalrennen am 12. August
- Ginka Sagortschewa (Bulgarien), erstes Halbfinalrennen am 13. August

Es gab zwar schnellere Zeiten, diese waren jedoch von zu starkem Rückenwind begleitet und damit nicht anerkennungsfähig.

## Vorläufe
12. August 1983
Aus den fünf Vorläufen qualifizierten sich die jeweils fünf Ersten jedes Laufes – hellblau unterlegt – und zusätzlich die sieben Zeitschnellsten – hellgrün unterlegt – für das Viertelfinale. Nur drei Athletinnen schieden aus, es wäre problemlos möglich gewesen, die Viertelfinalrunde entfallen zu lassen.

### Lauf 1
Wind: +0,8 m/s
| Platz | Athletin         | Land                            | Zeit (s) |
| ----- | ---------------- | ------------------------------- | -------- |
| 1     | Kerstin Knabe    | Deutsche Demokratische Republik | 13,03 CR |
| 2     | Laurence Elloy   | Frankreich                      | 13,15    |
| 3     | Ulrike Denk      | BR Deutschland                  | 13,26    |
| 4     | Sue Kameli       | Kanada                          | 13,61    |
| 5     | Heidi Benserud   | Norwegen                        | 13,71    |
| 6     | Elisavet Pantazi | Griechenland                    | 13,90    |
| 7     | Dai Jianhua      | Volksrepublik China             | 13,97    |

### Lauf 2
Wind: +2,1 m/s
Der Rückenwind war zu stark für Rekordanerkennungen oder Aufnahme der erzielten Zeiten in Bestenlisten.
| Platz | Athletin             | Land                   | Zeit (s) |
| ----- | -------------------- | ---------------------- | -------- |
| 1     | Ginka Sagortschewa   | Bulgarien              | 12,78    |
| 2     | Jelena Biserowa      | Sowjetunion            | 12,91    |
| 3     | Marie-Noëlle Savigny | Frankreich             | 13,21    |
| 4     | Mihaela Stoica       | Rumänien               | 13,24    |
| 5     | Lorna Boothe         | Vereinigtes Königreich | 13,46    |
| 6     | Beatriz Capotosto    | Argentinien            | 13,63    |
| 7     | Lin Yueh-hsiang      | Chinesisch Taipeh      | 14,25    |

### Lauf 3
Wind: +3,1 m/s

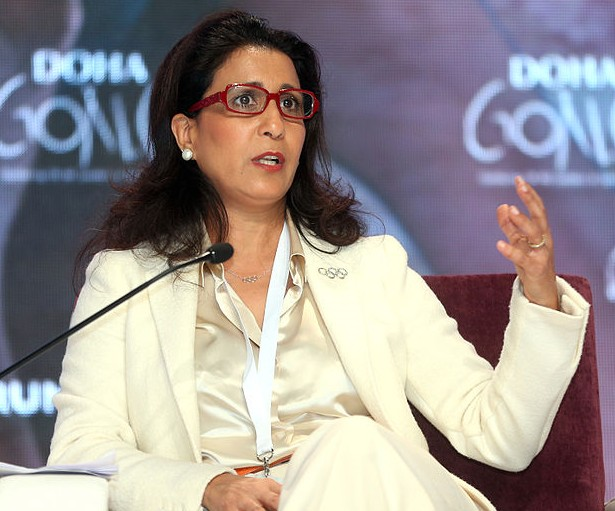
Als seine von drei Hürdensprinterinnen scheiterte Nawal El Moutawakel (hier 2012) in der Vorrunde – im Jahr darauf wurde sie Olympiasiegerin über 400 Meter Hürden

Der Rückenwind war zu stark für Rekordanerkennungen oder Aufnahme der erzielten Zeiten in Bestenlisten.
| Platz | Athletin            | Land                   | Zeit (s) |
| ----- | ------------------- | ---------------------- | -------- |
| 1     | Shirley Strong      | Vereinigtes Königreich | 13,26    |
| 2     | Natalja Petrowa     | Sowjetunion            | 13,43    |
| 3     | Xénia Siska         | Ungarn                 | 13,60    |
| 4     | Benita Fitzgerald   | Vereinigte Staaten     | 13,67    |
| 5     | Sylvia Forgrave     | Kanada                 | 13,82    |
| 6     | Nawal El Moutawakel | Marokko                | 14,85    |
| 7     | June Caddle         | Barbados               | 14,89    |

### Lauf 4
Wind: +0,5 m/s
| Platz | Athletin            | Land                            | Zeit (s) |
| ----- | ------------------- | ------------------------------- | -------- |
| 1     | Heike Filsinger     | BR Deutschland                  | 13,04    |
| 2     | Cornelia Riefstahl  | Deutsche Demokratische Republik | 13,07    |
| 3     | Glynis Nunn         | Australien                      | 13,26    |
| 4     | Karen Nelson        | Kanada                          | 13,66    |
| 5     | Helle Sichlau       | Dänemark                        | 13,76    |
| 6     | María José Martínez | Spanien                         | 13,78    |
|       | Candy Young         | Vereinigte Staaten              | DNF      |

### Lauf 5
Wind: +0,6 m/s
| Platz | Athletin           | Land                            | Zeit (s) |
| ----- | ------------------ | ------------------------------- | -------- |
| 1     | Bettine Jahn       | Deutsche Demokratische Republik | 12,81 CR |
| 2     | Michèle Chardonnet | Frankreich                      | 13,17    |
| 3     | Pam Page           | Vereinigte Staaten              | 13,18    |
| 4     | Judy Livermore     | Vereinigtes Königreich          | 13,25    |
| 5     | Marjan Olyslager   | Niederlande                     | 13,26    |
| 6     | Emi Sasaki         | Japan                           | 13,78    |
| 7     | Saila Purho        | Finnland                        | 13,90    |

## Viertelfinale
12. August 1983
Aus den vier Viertelfinalläufen qualifizierten sich die jeweils vier Ersten jedes Laufes – hellblau unterlegt – für das Halbfinale.

### Lauf 1
Wind: +1,4 m/s
| Platz | Athletin          | Land                            | Zeit (s) |
| ----- | ----------------- | ------------------------------- | -------- |
| 1     | Kerstin Knabe     | Deutsche Demokratische Republik | 12,83    |
| 2     | Judy Livermore    | Vereinigtes Königreich          | 13,22    |
| 3     | Glynis Nunn       | Australien                      | 13,23    |
| 4     | Heike Filsinger   | BR Deutschland                  | 13,31    |
| 5     | Sue Kameli        | Kanada                          | 13,33    |
| 6     | Beatriz Capotosto | Argentinien                     | 13,60    |
| 7     | Elisavet Pantazi  | Griechenland                    | 13,95    |
| 8     | Dai Jianhua       | Volksrepublik China             | 14,07    |

### Lauf 2
Wind: +2,3 m/s
Der Rückenwind war zu stark für Rekordanerkennungen oder Aufnahme der erzielten Zeiten in Bestenlisten.
| Platz | Athletin           | Land                   | Zeit (s) |
| ----- | ------------------ | ---------------------- | -------- |
| 1     | Ginka Sagortschewa | Bulgarien              | 12,66    |
| 2     | Natalja Petrowa    | Sowjetunion            | 12,70    |
| 3     | Pam Page           | Vereinigte Staaten     | 13,12    |
| 4     | Michèle Chardonnet | Frankreich             | 13,13    |
| 5     | Lorna Boothe       | Vereinigtes Königreich | 13,29    |
| 6     | Heidi Benserud     | Norwegen               | 13,60    |
| 7     | Helle Sichlau      | Dänemark               | 13,73    |
|       | Lin Yueh-hsiang    | Chinesisch Taipeh      | DNS      |

### Lauf 3
Wind: +1,9 m/s
| Platz | Athletin          | Land                            | Zeit (s) |
| ----- | ----------------- | ------------------------------- | -------- |
| 1     | Bettine Jahn      | Deutsche Demokratische Republik | 12,75 CR |
| 2     | Laurence Elloy    | Frankreich                      | 12,95    |
| 3     | Benita Fitzgerald | Vereinigte Staaten              | 13,15    |
| 4     | Xénia Siska       | Ungarn                          | 13,16    |
| 5     | Mihaela Stoica    | Rumänien                        | 13,21    |
| 6     | Marjan Olyslager  | Niederlande                     | 13,30    |
| 7     | Sylvia Forgrave   | Kanada                          | 13,38    |
| 8     | Emi Sasaki        | Japan                           | 13,73    |

### Lauf 4
Wind: +1,6 m/s
| Platz | Athletin             | Land                            | Zeit (s) |
| ----- | -------------------- | ------------------------------- | -------- |
| 1     | Shirley Strong       | Vereinigtes Königreich          | 12,91    |
| 2     | Jelena Biserowa      | Sowjetunion                     | 12,94    |
| 3     | Cornelia Riefstahl   | Deutsche Demokratische Republik | 12,96    |
| 4     | Ulrike Denk          | BR Deutschland                  | 13,14    |
| 5     | Marie-Noëlle Savigny | Frankreich                      | 13,21    |
| 6     | Karen Nelson         | Kanada                          | 13,61    |
| 7     | María José Martinez  | Spanien                         | 13,80    |
| 8     | Saila Purho          | Finnland                        | 13,90    |

## Halbfinale
13. August 1983
Aus den zwei Halbfinalläufen qualifizierten sich die jeweils vier Ersten jedes Laufes – hellblau unterlegt – für das Finale.

### Lauf 1
Wind: +0,7 m/s
| Platz | Athletin           | Land                            | Zeit (s)  |
| ----- | ------------------ | ------------------------------- | --------- |
| 1     | Ginka Sagortschewa | Bulgarien                       | 12,75 CRe |
| 2     | Kerstin Knabe      | Deutsche Demokratische Republik | 12,83     |
| 3     | Jelena Biserowa    | Sowjetunion                     | 12,92     |
| 4     | Shirley Strong     | Vereinigtes Königreich          | 12,99     |
| 5     | Michèle Chardonnet | Frankreich                      | 13,13     |
| 6     | Pam Page           | Vereinigte Staaten              | 13,24     |
| 7     | Heike Filsinger    | BR Deutschland                  | 13,42     |
| 8     | Xénia Siska        | Ungarn                          | 13,68     |

### Lauf 2
Wind: +1,6 m/s
| Platz | Athletin           | Land                            | Zeit (s) |
| ----- | ------------------ | ------------------------------- | -------- |
| 1     | Bettine Jahn       | Deutsche Demokratische Republik | 12,76    |
| 2     | Natalja Petrowa    | Sowjetunion                     | 12,83    |
| 3     | Benita Fitzgerald  | Vereinigte Staaten              | 12,96    |
| 4     | Cornelia Riefstahl | Deutsche Demokratische Republik | 13,00    |
| 5     | Laurence Elloy     | Frankreich                      | 13,08    |
| 6     | Ulrike Denk        | BR Deutschland                  | 13,16    |
| 7     | Judy Livermore     | Vereinigtes Königreich          | 13,30    |
| 8     | Glynis Nunn        | Australien                      | 13,39    |

## Finale

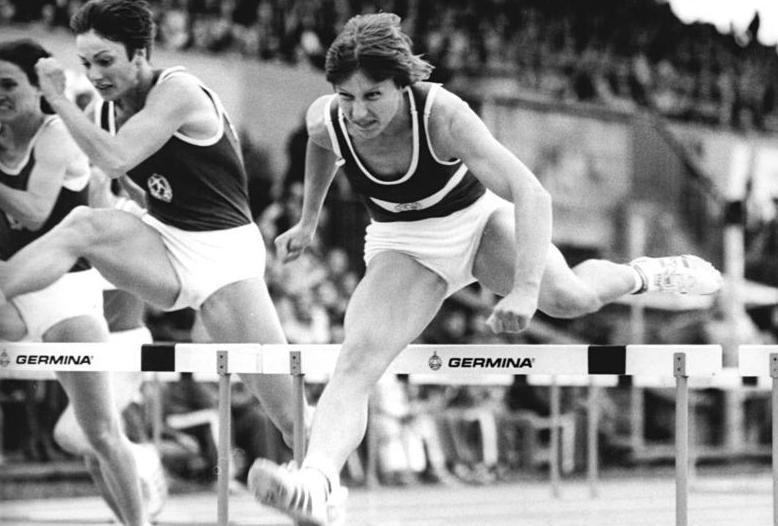
Weltmeisterin Bettine Jahn (rechts, Aufnahme von 1983) und Silbermedaillengewinnerin Kerstin Knabe
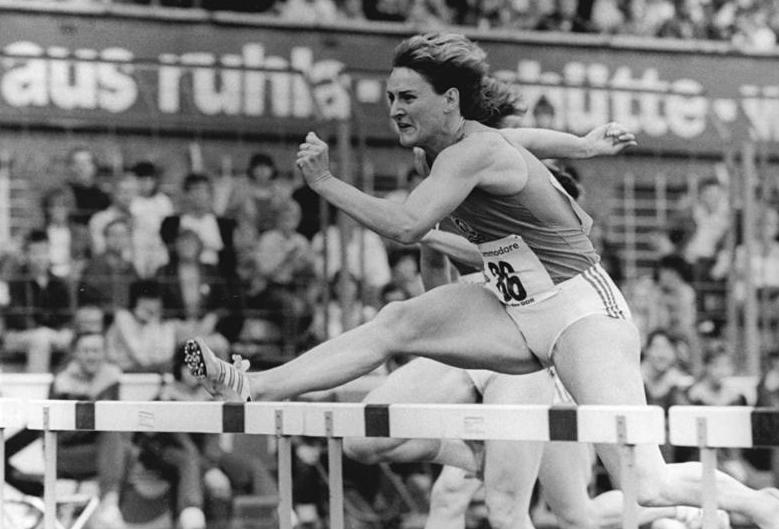
Cornelia Riefstahl belegte Rang vier

13. August 1983
Wind: +2,4 m/s
Der Rückenwind war zu stark für Rekordanerkennungen oder Aufnahme der erzielten Zeiten in Bestenlisten.
| Platz | Athletin           | Land                            | Zeit (s) |
| ----- | ------------------ | ------------------------------- | -------- |
|       | Bettine Jahn       | Deutsche Demokratische Republik | 12,35    |
|       | Kerstin Knabe      | Deutsche Demokratische Republik | 12,42    |
|       | Ginka Sagortschewa | Bulgarien                       | 12,62    |
| 4     | Natalja Petrowa    | Sowjetunion                     | 12,67    |
| 5     | Shirley Strong     | Vereinigtes Königreich          | 12,78    |
| 6     | Jelena Biserowa    | Sowjetunion                     | 12,80    |
| 7     | Cornelia Riefstahl | Deutsche Demokratische Republik | 12,94    |
| 8     | Benita Fitzgerald  | Vereinigte Staaten              | 12,99    |

## Videolinks
- 1983 World Championships 100m hurdles FINAL auf youtube.com, abgerufen am 13. April 2020
- 1983 World Championships 100m hurdles Semi Final auf youtube.com, abgerufen am 13. April 2020